# Царі Коммагени
Царі Коммагени — царська елліністична династія (молодша гілка вірменської династії іранського походження Єрвандідів), що правила у 163 до н. е. — 17 та 38 — 72 роках у Коммагені (Мала Азія).

## Правителі Коммагени
- Самес 260—240 до н. е. (як цар Вірменії)
- Аршам 240—228 до н. е. (як цар Вірменії)
- Ксеркс 228—212 до н. е. (як цар Вірменії)
- Птолемей 201 до н. е. — 163 до н. е. (як сатрап Селевкидів, далі прийняв царський титул)

- Птолемей 163 до н. е. — 163 до н. е. (як цар, до того як сатрап Селевкидів)
- Самес II 130 до н. е. — 100 до н. е.
- Мітридат I 100 до н. е. — 69 до н. е.
- Антіох I 69 до н. е. — 40 до н. е.
- Антіох II 40 до н. е. — 38 до н. е.
- Мітридат II 38 до н. е. — 20 до н. е.
- Мітридат III 20 до н. е. — 12
- Антіох III 12 — 17
- римська провінція 17 — 38
- Антіох IV 38 — 72

72 року Коммагена увійшла до складу Римської держави.